# Bro Park Open Sprint Championship
Bro Park Open Sprint Championship är en klassisk löpning inom galoppsporten. Den rids varje år på Bro Park. Fram till 2016 reds löpet på Täby Galopp, då under namnet Täby Open Sprint Championship.

## Segrare sedan 1990
| År   | Häst             | Ålder | Jockey             | Tränare                   | Tid     |
| ---- | ---------------- | ----- | ------------------ | ------------------------- | ------- |
| 1990 | King Krimson     | 6     | Neil Grant         | Gerd Smöttebråten         | 1:15.60 |
| 1991 | Itsabrahma       | 5     | Gunnar Nordling    | Ewy Nordling              | 1:10.50 |
| 1992 | Parios           | 4     | Fredrik Johansson  | Elisabeth Gautier         | 1:10.50 |
| 1993 | Bunty Boo        | 4     | Allan Mackay       | Bryan McMahon             | 1:10.90 |
| 1994 | Informant        | 4     | Fredrik Johansson  | Søren Jensen              | 1:08.20 |
| 1995 | Hever Golf Rose  | 4     | Jason Weaver       | Joe Naughton              | 1:09.00 |
| 1996 | Jayannpee        | 5     | Frankie Dettori    | Ian Balding               | 1:09.00 |
| 1997 | Options Open     | 5     | Yvonne Durant      | Are Hyldmo                | 1:13.00 |
| 1998 | Mortens Prospect | 4     | Janos Tandari      | Cathrine Erichsen         | 1:10.70 |
| 1999 | Proud Native     | 5     | Alex Greaves       | David Nicholls            | 1:07.40 |
| 2000 | Waquaas          | 4     | Gunnar Nordling    | Ewy Nordling              | 1:06.50 |
| 2001 | El Gran Lode     | 6     | Joakim Brandt      | Diego Lowther             | 1:12.00 |
| 2002 | Pistachio        | 6     | Manuel Santos      | Arnfinn Lund              | 1:06.70 |
| 2003 | Aramus           | 6     | Manuel Santos      | Francisco Castro          | 1:06.40 |
| 2004 | Steve's Champ    | 4     | Fernando Diaz      | Rune Haugen               | 1:06.20 |
| 2005 | Pipoldchap       | 5     | Nicholas Cordrey   | Francisco Castro          | 1:07.50 |
| 2006 | Bellamont Forest | 10    | Dina Danekilde     | Ole Larsen                | 1:10.20 |
| 2007 | Francis          | 9     | Espen Ski          | Niels Petersen            | 1:11.20 |
| 2008 | Calrissian       | 4     | Manuel Martinez    | Lars Kelp                 | 1:09.50 |
| 2009 | Calrissian       | 5     | Rafael Schistl     | Fredrik Reuterskiöld      | 1:08.20 |
| 2010 | Alcohuaz         | 5     | Jacob Johansen     | Lennart Reuterskiöld, Jr. | 1:07.20 |
| 2011 | Giant Sandman    | 4     | Rafael Schistl     | Rune Haugen               | 1:07.40 |
| 2012 | Elusive Time     | 4     | Rafael Schistl     | Francisco Castro          | 1:06.80 |
| 2013 | Beat Baby        | 6     | Per-Anders Gråberg | Niels Petersen            | 1:06.30 |
| 2014 | Ragazzo          | 5     | Jacob Johansen     | Annike Bye Hansen         | 1:06.90 |
| 2015 | Easy Road        | 5     | Rafael de Oliveira | Cathrine Erichsen         | 1:11.10 |
| 2016 | Easy Road        | 6     | Nelson de Souza    | Cathrine Erichsen         | 1:09.00 |
| 2017 | Tinnitus         | 4     | Per-Anders Gråberg | Niels Petersen            | 1:12.70 |
| 2018 | Ambiance         | 7     | Rafael de Oliveira | Dina Danekilde            | 1:10.80 |
| 2019 | Corinthia Knight | 4     | Luke Morris        | Archie Watson             | 1:10.40 |
| 2020 | Sarookh          | 5     | Oliver Wilson      | Jessica Lang              | 1:10.30 |